# Gymnázium a základní umělecká škola Šlapanice
Gymnázium a základní umělecká škola Šlapanice, příspěvková organizace je všeobecné gymnázium a základní umělecká škola sídlící ve Šlapanicích v okrese Brno-venkov. Zřizovatelem školy je Jihomoravský kraj.
Gymnázium bylo otevřeno 1. září 1993. Dne 1. července 2006 došlo ke sloučení gymnázia se Základní uměleckou školou, Šlapanice, okres Brno-venkov. Na gymnáziu lze studovat osmiletý studijní obor. V každém ročníku studuje jedna třída po 30 žácích, cílová kapacita gymnázia je 260 žáků.

## Historie budovy a školy
Gymnázium a Základní umělecká škola sídlí v budově bývalého zámku v centru Šlapanic, která byla postavena v 50. letech 18. století. V průběhu 19. století fungovaly v zámku různé továrny. Pro školské účely je využívána po odkoupení obcí Šlapanice od roku 1901.
Od roku 1909 sloužila jako chlapecká měšťanka. V roce 1933 byla slavnostně otevřena vedlejší budova zvaná Děvín. Roku 1947 se začala vyučovat i hudební škola. Gymnázium bylo otevřeno v roce 1993.
V roce 2008 došlo k rekonstrukci budovy B, která byla slavnostně otevřena za přítomnosti ministra školství Ondřeje Lišky.
V letech 2004 a 2011 neměla škola daleko ke zrušení.
Podle analýzy centra pro přípravu maturit Cermat v roce 2014 byli maturanti šlapanického gymnázia v didaktických testech při jarních maturitách z českého jazyka nejúspěšnějším mimopražským gymnáziem a čtvrtí v ČR.

## Aktivity na škole
Na škole působí pěvecký sbor, který vystupuje mj. na kulturních akcích ve Šlapanicích, Brně a okolí a nahrál i vlastní CD. Spolu se školním dramatickým kroužkem, který připravuje různá představení, uvedl v roce 2011 muzikál Šumař na střeše a školní dramatický kroužek se tak stal prvním neprofesionálním divadelním uskupením v Česku, který toto licencované dílo uvedl.